# Herrarnas turnering i fotboll vid olympiska sommarspelen 2012
Herrarnas turnering i fotboll vid olympiska sommarspelen 2012 spelades mellan 26 juli och 11 augusti, 2012. För herrarna fick endast U23-lag delta, det vill säga spelarna fick vara max 23 år gamla. Lagen tillåts dock ha tre äldre spelare i truppen. Kvalificeringen är ett antal juniormästerskap för världsdelar, där olika antal platser tilldelas till de bästa lagen ur respektive kontinent. 16 lag deltog totalt.
Mexiko slog Brasilien i finalen, och Sydkorea besegrade Japan i matchen om tredjepris.
Totalt spelades 32 matcher med 76 gjorda mål (2,38 mål per match). Leandro Damião från Brasilien vann skytteligan med sex gjorda mål.

## Kvalificerade nationer
16 lag uppdelade på fyra grupper kommer att få delta vid spelen. Storbritannien är som värdnation automatiskt kvalificerade.
| Kontinent                 | Slutdatum        | Spelplats      | Platser | Kvalificerade lag                        |
| ------------------------- | ---------------- | -------------- | ------- | ---------------------------------------- |
| Värdnation                | Värdnation       | Värdnation     | 1       | Storbritannien                           |
| Asien (kvaltävling)       | 14 mars 2012     |                | 3       | Förenade arabemiraten · Japan · Sydkorea |
| Afrika (kvaltävling)      | 10 december 2011 | Marocko        | 3       | Egypten · Gabon · Marocko                |
| Nordamerika (kvaltävling) | 2 april 2012     | USA            | 2       | Honduras · Mexiko                        |
| Sydamerika (U20-SM)       | 12 februari 2011 | Peru           | 2       | Brasilien · Uruguay                      |
| Oceanien                  | 24 mars 2012     |                | 1       | Nya Zeeland                              |
| Europa (U21-EM)           | 25 juni 2011     | Danmark        | 3       | Spanien · Schweiz · Vitryssland          |
| Afrika-Asien-playoff      | 23 april 2012    | Storbritannien | 1       | Senegal                                  |
| Totalt                    |                  |                | 16      |                                          |

## Arenor
| London                   | Manchester                                             | Cardiff                                                |
| ------------------------ | ------------------------------------------------------ | ------------------------------------------------------ |
| Wembley Stadium          | Old Trafford                                           | Millennium Stadium                                     |
| Kapacitet: 90 000        | Kapacitet: 75 643                                      | Kapacitet: 74 500                                      |
|                          |                                                        |                                                        |
| Newcastle                | · London Manchester Cardiff Newcastle Glasgow Coventry | · London Manchester Cardiff Newcastle Glasgow Coventry |
| St James' Park           | · London Manchester Cardiff Newcastle Glasgow Coventry | · London Manchester Cardiff Newcastle Glasgow Coventry |
| Kapacitet: 52 534        | · London Manchester Cardiff Newcastle Glasgow Coventry | · London Manchester Cardiff Newcastle Glasgow Coventry |
|                          | · London Manchester Cardiff Newcastle Glasgow Coventry | · London Manchester Cardiff Newcastle Glasgow Coventry |
| Glasgow                  | · London Manchester Cardiff Newcastle Glasgow Coventry | · London Manchester Cardiff Newcastle Glasgow Coventry |
| Hampden Park             | · London Manchester Cardiff Newcastle Glasgow Coventry | · London Manchester Cardiff Newcastle Glasgow Coventry |
| Kapacitet: 51 866        | · London Manchester Cardiff Newcastle Glasgow Coventry | · London Manchester Cardiff Newcastle Glasgow Coventry |
|                          | · London Manchester Cardiff Newcastle Glasgow Coventry | · London Manchester Cardiff Newcastle Glasgow Coventry |
| Coventry                 | · London Manchester Cardiff Newcastle Glasgow Coventry | · London Manchester Cardiff Newcastle Glasgow Coventry |
| City of Coventry Stadium | · London Manchester Cardiff Newcastle Glasgow Coventry | · London Manchester Cardiff Newcastle Glasgow Coventry |
| Kapacitet: 32 609        | · London Manchester Cardiff Newcastle Glasgow Coventry | · London Manchester Cardiff Newcastle Glasgow Coventry |
|                          | · London Manchester Cardiff Newcastle Glasgow Coventry | · London Manchester Cardiff Newcastle Glasgow Coventry |

## Gruppspel
Gruppspelslottningen skedde den 24 april 2012.

### Grupp A
| Nr | Lag                   | S | V | O | F | GM | IM | MS | P |
| -- | --------------------- | - | - | - | - | -- | -- | -- | - |
| 1  | Storbritannien        | 3 | 2 | 1 | 0 | 5  | 2  | +3 | 7 |
| 2  | Senegal               | 3 | 1 | 2 | 0 | 4  | 2  | +2 | 5 |
| 3  | Uruguay               | 3 | 1 | 0 | 2 | 2  | 4  | −2 | 3 |
| 4  | Förenade arabemiraten | 3 | 0 | 1 | 2 | 3  | 6  | −3 | 1 |

| 4           | 26 juli 2012 | Förenade arabemiraten | 1 – 2           | Uruguay                                | Old Trafford                                                  |                                                               |
| 17:00 UTC+1 | 17:00 UTC+1  | Ismail Matar 23′      | (1 – 1) Rapport | 42′ Gastón Ramírez 56′ Nicolás Lodeiro | Manchester Publik: 51 745 Domare: Peter O'Leary (Nya Zeeland) | Manchester Publik: 51 745 Domare: Peter O'Leary (Nya Zeeland) |
| 17:00 UTC+1 | 17:00 UTC+1  |                       |                 |                                        | Manchester Publik: 51 745 Domare: Peter O'Leary (Nya Zeeland) | Manchester Publik: 51 745 Domare: Peter O'Leary (Nya Zeeland) |
| 17:00 UTC+1 | 17:00 UTC+1  |                       |                 |                                        | Manchester Publik: 51 745 Domare: Peter O'Leary (Nya Zeeland) | Manchester Publik: 51 745 Domare: Peter O'Leary (Nya Zeeland) |

| 8           | 26 juli 2012 | Storbritannien    | 1 – 1           | Senegal                | Old Trafford                                                   |                                                                |
| 20:00 UTC+1 | 20:00 UTC+1  | Craig Bellamy 20′ | (1 – 0) Rapport | 82′ Pape Moussa Konaté | Manchester Publik: 72 176 Domare: Ravsjan Irmatov (Uzbekistan) | Manchester Publik: 72 176 Domare: Ravsjan Irmatov (Uzbekistan) |
| 20:00 UTC+1 | 20:00 UTC+1  |                   |                 |                        | Manchester Publik: 72 176 Domare: Ravsjan Irmatov (Uzbekistan) | Manchester Publik: 72 176 Domare: Ravsjan Irmatov (Uzbekistan) |
| 20:00 UTC+1 | 20:00 UTC+1  |                   |                 |                        | Manchester Publik: 72 176 Domare: Ravsjan Irmatov (Uzbekistan) | Manchester Publik: 72 176 Domare: Ravsjan Irmatov (Uzbekistan) |

| 13          | 29 juli 2012 | Senegal                | 2 – 0           | Uruguay | Wembley Stadium                                      |                                                      |
| 17:00 UTC+1 | 17:00 UTC+1  | Moussa Konaté 10′, 37′ | (2 – 0) Rapport |         | London Publik: 75 093 Domare: Felix Brych (Tyskland) | London Publik: 75 093 Domare: Felix Brych (Tyskland) |
| 17:00 UTC+1 | 17:00 UTC+1  |                        |                 |         | London Publik: 75 093 Domare: Felix Brych (Tyskland) | London Publik: 75 093 Domare: Felix Brych (Tyskland) |
| 17:00 UTC+1 | 17:00 UTC+1  |                        |                 |         | London Publik: 75 093 Domare: Felix Brych (Tyskland) | London Publik: 75 093 Domare: Felix Brych (Tyskland) |

| 16          | 29 juli 2012 | Storbritannien                                         | 3 – 1           | Förenade arabemiraten | Wembley Stadium                                       |                                                       |
| 19:45 UTC+1 | 19:45 UTC+1  | Ryan Giggs 16′ Scott Sinclair 73′ Daniel Sturridge 76′ | (1 – 0) Rapport | 60′ Rashed Eisa       | London Publik: 85 137 Domare: Roberto García (Mexiko) | London Publik: 85 137 Domare: Roberto García (Mexiko) |
| 19:45 UTC+1 | 19:45 UTC+1  |                                                        |                 |                       | London Publik: 85 137 Domare: Roberto García (Mexiko) | London Publik: 85 137 Domare: Roberto García (Mexiko) |
| 19:45 UTC+1 | 19:45 UTC+1  |                                                        |                 |                       | London Publik: 85 137 Domare: Roberto García (Mexiko) | London Publik: 85 137 Domare: Roberto García (Mexiko) |

| 23          | 1 augusti 2012 | Senegal           | 1 – 1           | Förenade arabemiraten | City of Coventry Stadium                                  |                                                           |
| 19:45 UTC+1 | 19:45 UTC+1    | Moussa Konaté 49′ | (0 – 1) Rapport | 21′ Ismail Matar      | Coventry Publik: 28 652 Domare: Svein Oddvar Moen (Norge) | Coventry Publik: 28 652 Domare: Svein Oddvar Moen (Norge) |
| 19:45 UTC+1 | 19:45 UTC+1    |                   |                 |                       | Coventry Publik: 28 652 Domare: Svein Oddvar Moen (Norge) | Coventry Publik: 28 652 Domare: Svein Oddvar Moen (Norge) |
| 19:45 UTC+1 | 19:45 UTC+1    |                   |                 |                       | Coventry Publik: 28 652 Domare: Svein Oddvar Moen (Norge) | Coventry Publik: 28 652 Domare: Svein Oddvar Moen (Norge) |

| 24          | 1 augusti 2012 | Storbritannien         | 1 – 0           | Uruguay | Millennium Stadium                                      |                                                         |
| 19:45 UTC+1 | 19:45 UTC+1    | Daniel Sturridge 45+1′ | (1 – 0) Rapport |         | Cardiff Publik: 70 438 Domare: Yuichi Nishimura (Japan) | Cardiff Publik: 70 438 Domare: Yuichi Nishimura (Japan) |
| 19:45 UTC+1 | 19:45 UTC+1    |                        |                 |         | Cardiff Publik: 70 438 Domare: Yuichi Nishimura (Japan) | Cardiff Publik: 70 438 Domare: Yuichi Nishimura (Japan) |
| 19:45 UTC+1 | 19:45 UTC+1    |                        |                 |         | Cardiff Publik: 70 438 Domare: Yuichi Nishimura (Japan) | Cardiff Publik: 70 438 Domare: Yuichi Nishimura (Japan) |

### Grupp B
| Nr | Lag      | S | V | O | F | GM | IM | MS | P |
| -- | -------- | - | - | - | - | -- | -- | -- | - |
| 1  | Mexiko   | 3 | 2 | 1 | 0 | 3  | 0  | +3 | 7 |
| 2  | Sydkorea | 3 | 1 | 2 | 0 | 2  | 1  | +1 | 5 |
| 3  | Gabon    | 3 | 0 | 2 | 1 | 1  | 3  | −2 | 2 |
| 4  | Schweiz  | 3 | 0 | 1 | 2 | 2  | 4  | −2 | 1 |

| 2           | 26 juli 2012 | Mexiko | 0 – 0   | Sydkorea | St James' Park                                          |                                                         |
| 14:30 UTC+1 | 14:30 UTC+1  |        | Rapport |          | Newcastle Publik: 15 748 Domare: Slim Jedidi (Tunisien) | Newcastle Publik: 15 748 Domare: Slim Jedidi (Tunisien) |
| 14:30 UTC+1 | 14:30 UTC+1  |        |         |          | Newcastle Publik: 15 748 Domare: Slim Jedidi (Tunisien) | Newcastle Publik: 15 748 Domare: Slim Jedidi (Tunisien) |
| 14:30 UTC+1 | 14:30 UTC+1  |        |         |          | Newcastle Publik: 15 748 Domare: Slim Jedidi (Tunisien) | Newcastle Publik: 15 748 Domare: Slim Jedidi (Tunisien) |

| 5           | 26 juli 2012 | Gabon                         | 1 – 1           | Schweiz                 | St James' Park                                            |                                                           |
| 17:15 UTC+1 | 17:15 UTC+1  | Pierre-Emerick Aubameyang 45′ | (1 – 1) Rapport | 5′ (str.) Admir Mehmedi | Newcastle Publik: 15 748 Domare: Wilmar Roldán (Colombia) | Newcastle Publik: 15 748 Domare: Wilmar Roldán (Colombia) |
| 17:15 UTC+1 | 17:15 UTC+1  |                               |                 |                         | Newcastle Publik: 15 748 Domare: Wilmar Roldán (Colombia) | Newcastle Publik: 15 748 Domare: Wilmar Roldán (Colombia) |
| 17:15 UTC+1 | 17:15 UTC+1  |                               |                 |                         | Newcastle Publik: 15 748 Domare: Wilmar Roldán (Colombia) | Newcastle Publik: 15 748 Domare: Wilmar Roldán (Colombia) |

| 10          | 29 juli 2012 | Mexiko                               | 2 – 0           | Gabon | City of Coventry Stadium                                  |                                                           |
| 14:30 UTC+1 | 14:30 UTC+1  | Giovani dos Santos 63′, 90+2′ (str.) | (0 – 0) Rapport |       | Coventry Publik: 28 171 Domare: Ben Williams (Australien) | Coventry Publik: 28 171 Domare: Ben Williams (Australien) |
| 14:30 UTC+1 | 14:30 UTC+1  |                                      |                 |       | Coventry Publik: 28 171 Domare: Ben Williams (Australien) | Coventry Publik: 28 171 Domare: Ben Williams (Australien) |
| 14:30 UTC+1 | 14:30 UTC+1  |                                      |                 |       | Coventry Publik: 28 171 Domare: Ben Williams (Australien) | Coventry Publik: 28 171 Domare: Ben Williams (Australien) |

| 14          | 29 juli 2012 | Sydkorea                            | 2 – 1           | Schweiz               | City of Coventry Stadium                              |                                                       |
| 17:15 UTC+1 | 17:15 UTC+1  | Park Chu-young 57′ Kim Bo-Kyung 64′ | (0 – 0) Rapport | 60′ Innocent Emeghara | Coventry Publik: 30 114 Domare: Raúl Orosco (Bolivia) | Coventry Publik: 30 114 Domare: Raúl Orosco (Bolivia) |
| 17:15 UTC+1 | 17:15 UTC+1  |                                     |                 |                       | Coventry Publik: 30 114 Domare: Raúl Orosco (Bolivia) | Coventry Publik: 30 114 Domare: Raúl Orosco (Bolivia) |
| 17:15 UTC+1 | 17:15 UTC+1  |                                     |                 |                       | Coventry Publik: 30 114 Domare: Raúl Orosco (Bolivia) | Coventry Publik: 30 114 Domare: Raúl Orosco (Bolivia) |

| 21          | 1 augusti 2012 | Mexiko            | 1 – 0           | Schweiz | Millennium Stadium                                          |                                                             |
| 17:00 UTC+1 | 17:00 UTC+1    | Oribe Peralta 69′ | (0 – 0) Rapport |         | Cardiff Publik: 50 000 Domare: Ravsjan Irmatov (Uzbekistan) | Cardiff Publik: 50 000 Domare: Ravsjan Irmatov (Uzbekistan) |
| 17:00 UTC+1 | 17:00 UTC+1    |                   |                 |         | Cardiff Publik: 50 000 Domare: Ravsjan Irmatov (Uzbekistan) | Cardiff Publik: 50 000 Domare: Ravsjan Irmatov (Uzbekistan) |
| 17:00 UTC+1 | 17:00 UTC+1    |                   |                 |         | Cardiff Publik: 50 000 Domare: Ravsjan Irmatov (Uzbekistan) | Cardiff Publik: 50 000 Domare: Ravsjan Irmatov (Uzbekistan) |

| 22          | 1 augusti 2012 | Sydkorea | 0 – 0   | Gabon | Wembley Stadium                                         |                                                         |
| 17:00 UTC+1 | 17:00 UTC+1    |          | Rapport |       | London Publik: 76 927 Domare: Pavel Královec (Tjeckien) | London Publik: 76 927 Domare: Pavel Královec (Tjeckien) |
| 17:00 UTC+1 | 17:00 UTC+1    |          |         |       | London Publik: 76 927 Domare: Pavel Královec (Tjeckien) | London Publik: 76 927 Domare: Pavel Královec (Tjeckien) |
| 17:00 UTC+1 | 17:00 UTC+1    |          |         |       | London Publik: 76 927 Domare: Pavel Královec (Tjeckien) | London Publik: 76 927 Domare: Pavel Královec (Tjeckien) |

### Grupp C
| Nr | Lag         | S | V | O | F | GM | IM | MS | P |
| -- | ----------- | - | - | - | - | -- | -- | -- | - |
| 1  | Brasilien   | 3 | 3 | 0 | 0 | 9  | 3  | +6 | 9 |
| 2  | Egypten     | 3 | 1 | 1 | 1 | 6  | 5  | +1 | 4 |
| 3  | Vitryssland | 3 | 1 | 0 | 2 | 3  | 6  | −3 | 3 |
| 4  | Nya Zeeland | 3 | 0 | 1 | 2 | 1  | 5  | −4 | 1 |

| 6           | 26 juli 2012 | Vitryssland        | 1 – 0           | Nya Zeeland | City of Coventry Stadium                                |                                                         |
| 19:45 UTC+1 | 19:45 UTC+1  | Dzmitry Baha 45+1′ | (1 – 0) Rapport |             | Coventry Publik: 14 457 Domare: Bakary Gassama (Gambia) | Coventry Publik: 14 457 Domare: Bakary Gassama (Gambia) |
| 19:45 UTC+1 | 19:45 UTC+1  |                    |                 |             | Coventry Publik: 14 457 Domare: Bakary Gassama (Gambia) | Coventry Publik: 14 457 Domare: Bakary Gassama (Gambia) |
| 19:45 UTC+1 | 19:45 UTC+1  |                    |                 |             | Coventry Publik: 14 457 Domare: Bakary Gassama (Gambia) | Coventry Publik: 14 457 Domare: Bakary Gassama (Gambia) |

| 7           | 26 juli 2012 | Brasilien                                | 3 – 2           | Egypten                                 | Millennium Stadium                                       |                                                          |
| 19:45 UTC+1 | 19:45 UTC+1  | Rafael 16′ Leandro Damião 26′ Neymar 30′ | (3 – 0) Rapport | 52′ Mohamed Aboutrika 76′ Mohamed Salah | Cardiff Publik: 26 812 Domare: Gianluca Rocchi (Italien) | Cardiff Publik: 26 812 Domare: Gianluca Rocchi (Italien) |
| 19:45 UTC+1 | 19:45 UTC+1  |                                          |                 |                                         | Cardiff Publik: 26 812 Domare: Gianluca Rocchi (Italien) | Cardiff Publik: 26 812 Domare: Gianluca Rocchi (Italien) |
| 19:45 UTC+1 | 19:45 UTC+1  |                                          |                 |                                         | Cardiff Publik: 26 812 Domare: Gianluca Rocchi (Italien) | Cardiff Publik: 26 812 Domare: Gianluca Rocchi (Italien) |

| 11          | 29 juli 2012 | Egypten           | 1 – 1           | Nya Zeeland    | Old Trafford                                                                 |                                                                              |
| 12:00 UTC+1 | 12:00 UTC+1  | Mohamed Salah 40′ | (1 – 1) Rapport | 17′ Chris Wood | Manchester Publik: 50 050 Domare: Mark Clattenburg (England, Storbritannien) | Manchester Publik: 50 050 Domare: Mark Clattenburg (England, Storbritannien) |
| 12:00 UTC+1 | 12:00 UTC+1  |                   |                 |                | Manchester Publik: 50 050 Domare: Mark Clattenburg (England, Storbritannien) | Manchester Publik: 50 050 Domare: Mark Clattenburg (England, Storbritannien) |
| 12:00 UTC+1 | 12:00 UTC+1  |                   |                 |                | Manchester Publik: 50 050 Domare: Mark Clattenburg (England, Storbritannien) | Manchester Publik: 50 050 Domare: Mark Clattenburg (England, Storbritannien) |

| 9           | 29 juli 2012 | Brasilien                                 | 3 – 1           | Vitryssland      | Old Trafford                                               |                                                            |
| 15:00 UTC+1 | 15:00 UTC+1  | Alexandre Pato 15′ Neymar 65′ Oscar 90+3′ | (1 – 1) Rapport | 8′ Renan Bressan | Manchester Publik: 66 212 Domare: Yuichi Nishimura (Japan) | Manchester Publik: 66 212 Domare: Yuichi Nishimura (Japan) |
| 15:00 UTC+1 | 15:00 UTC+1  |                                           |                 |                  | Manchester Publik: 66 212 Domare: Yuichi Nishimura (Japan) | Manchester Publik: 66 212 Domare: Yuichi Nishimura (Japan) |
| 15:00 UTC+1 | 15:00 UTC+1  |                                           |                 |                  | Manchester Publik: 66 212 Domare: Yuichi Nishimura (Japan) | Manchester Publik: 66 212 Domare: Yuichi Nishimura (Japan) |

| 17          | 1 augusti 2012 | Brasilien                                        | 3 – 0           | Nya Zeeland | St James' Park                                           |                                                          |
| 14:30 UTC+1 | 14:30 UTC+1    | Danilo 23′ Leandro Damião 29′ Sandro Raniere 52′ | (2 – 0) Rapport |             | Newcastle Publik: 25 201 Domare: Bakary Gassama (Gambia) | Newcastle Publik: 25 201 Domare: Bakary Gassama (Gambia) |
| 14:30 UTC+1 | 14:30 UTC+1    |                                                  |                 |             | Newcastle Publik: 25 201 Domare: Bakary Gassama (Gambia) | Newcastle Publik: 25 201 Domare: Bakary Gassama (Gambia) |
| 14:30 UTC+1 | 14:30 UTC+1    |                                                  |                 |             | Newcastle Publik: 25 201 Domare: Bakary Gassama (Gambia) | Newcastle Publik: 25 201 Domare: Bakary Gassama (Gambia) |

| 18          | 1 augusti 2012 | Egypten                                                   | 3 – 1           | Vitryssland         | Hampden Park                                          |                                                       |
| 14:30 UTC+1 | 14:30 UTC+1    | Mohamed Salah 56′ Marwan Mohsen 73′ Mohamed Aboutrika 79′ | (0 – 0) Rapport | 87′ Andrey Varankow | Glasgow Publik: 8 732 Domare: Roberto García (Mexiko) | Glasgow Publik: 8 732 Domare: Roberto García (Mexiko) |
| 14:30 UTC+1 | 14:30 UTC+1    |                                                           |                 |                     | Glasgow Publik: 8 732 Domare: Roberto García (Mexiko) | Glasgow Publik: 8 732 Domare: Roberto García (Mexiko) |
| 14:30 UTC+1 | 14:30 UTC+1    |                                                           |                 |                     | Glasgow Publik: 8 732 Domare: Roberto García (Mexiko) | Glasgow Publik: 8 732 Domare: Roberto García (Mexiko) |

### Grupp D
| Nr | Lag      | S | V | O | F | GM | IM | MS | P |
| -- | -------- | - | - | - | - | -- | -- | -- | - |
| 1  | Japan    | 3 | 2 | 1 | 0 | 2  | 0  | +2 | 7 |
| 2  | Honduras | 3 | 1 | 2 | 0 | 3  | 2  | +1 | 5 |
| 3  | Marocko  | 3 | 0 | 2 | 1 | 2  | 3  | −1 | 2 |
| 4  | Spanien  | 3 | 0 | 1 | 2 | 0  | 2  | −2 | 1 |

| 3           | 26 juli 2012 | Honduras                       | 2 – 2           | Marocko                                  | Hampden Park                                             |                                                          |
| 12:00 UTC+1 | 12:00 UTC+1  | Jerry Bengtson 56′, 63′ (str.) | (0 – 1) Rapport | 39′ Abdelaziz Barrada 67′ Zakaria Labyad | Glasgow Publik: 23 421 Domare: Pavel Královec (Tjeckien) | Glasgow Publik: 23 421 Domare: Pavel Královec (Tjeckien) |
| 12:00 UTC+1 | 12:00 UTC+1  |                                |                 |                                          | Glasgow Publik: 23 421 Domare: Pavel Královec (Tjeckien) | Glasgow Publik: 23 421 Domare: Pavel Královec (Tjeckien) |
| 12:00 UTC+1 | 12:00 UTC+1  |                                |                 |                                          | Glasgow Publik: 23 421 Domare: Pavel Královec (Tjeckien) | Glasgow Publik: 23 421 Domare: Pavel Královec (Tjeckien) |

| 1           | 26 juli 2012 | Spanien | 0 – 1           | Japan         | Hampden Park                                     |                                                  |
| 14:45 UTC+1 | 14:45 UTC+1  |         | (0 – 1) Rapport | 34′ Yuki Otsu | Glasgow Publik: 37 726 Domare: Mark Geiger (USA) | Glasgow Publik: 37 726 Domare: Mark Geiger (USA) |
| 14:45 UTC+1 | 14:45 UTC+1  |         |                 |               | Glasgow Publik: 37 726 Domare: Mark Geiger (USA) | Glasgow Publik: 37 726 Domare: Mark Geiger (USA) |
| 14:45 UTC+1 | 14:45 UTC+1  |         |                 |               | Glasgow Publik: 37 726 Domare: Mark Geiger (USA) | Glasgow Publik: 37 726 Domare: Mark Geiger (USA) |

| 15          | 29 juli 2012 | Japan             | 1 – 0           | Marocko | St James' Park                                             |                                                            |
| 17:00 UTC+1 | 17:00 UTC+1  | Kensuke Nagai 84′ | (0 – 0) Rapport |         | Newcastle Publik: 24 936 Domare: Svein Oddvar Moen (Norge) | Newcastle Publik: 24 936 Domare: Svein Oddvar Moen (Norge) |
| 17:00 UTC+1 | 17:00 UTC+1  |                   |                 |         | Newcastle Publik: 24 936 Domare: Svein Oddvar Moen (Norge) | Newcastle Publik: 24 936 Domare: Svein Oddvar Moen (Norge) |
| 17:00 UTC+1 | 17:00 UTC+1  |                   |                 |         | Newcastle Publik: 24 936 Domare: Svein Oddvar Moen (Norge) | Newcastle Publik: 24 936 Domare: Svein Oddvar Moen (Norge) |

| 12          | 29 juli 2012 | Spanien | 0 – 1           | Honduras          | St James' Park                                         |                                                        |
| 19:45 UTC+1 | 19:45 UTC+1  |         | (0 – 1) Rapport | 7′ Jerry Bengtson | Newcastle Publik: 26 523 Domare: Juan Soto (Venezuela) | Newcastle Publik: 26 523 Domare: Juan Soto (Venezuela) |
| 19:45 UTC+1 | 19:45 UTC+1  |         |                 |                   | Newcastle Publik: 26 523 Domare: Juan Soto (Venezuela) | Newcastle Publik: 26 523 Domare: Juan Soto (Venezuela) |
| 19:45 UTC+1 | 19:45 UTC+1  |         |                 |                   | Newcastle Publik: 26 523 Domare: Juan Soto (Venezuela) | Newcastle Publik: 26 523 Domare: Juan Soto (Venezuela) |

| 19          | 1 augusti 2012 | Japan | 0 – 0   | Honduras | City of Coventry Stadium                               |                                                        |
| 17:00 UTC+1 | 17:00 UTC+1    |       | Rapport |          | Coventry Publik: 25 862 Domare: Slim Jedidi (Tunisien) | Coventry Publik: 25 862 Domare: Slim Jedidi (Tunisien) |
| 17:00 UTC+1 | 17:00 UTC+1    |       |         |          | Coventry Publik: 25 862 Domare: Slim Jedidi (Tunisien) | Coventry Publik: 25 862 Domare: Slim Jedidi (Tunisien) |
| 17:00 UTC+1 | 17:00 UTC+1    |       |         |          | Coventry Publik: 25 862 Domare: Slim Jedidi (Tunisien) | Coventry Publik: 25 862 Domare: Slim Jedidi (Tunisien) |

| 20          | 1 augusti 2012 | Spanien | 0 – 0   | Marocko | Old Trafford                                                |                                                             |
| 17:00 UTC+1 | 17:00 UTC+1    |         | Rapport |         | Manchester Publik: 35 973 Domare: Ben Williams (Australien) | Manchester Publik: 35 973 Domare: Ben Williams (Australien) |
| 17:00 UTC+1 | 17:00 UTC+1    |         |         |         | Manchester Publik: 35 973 Domare: Ben Williams (Australien) | Manchester Publik: 35 973 Domare: Ben Williams (Australien) |
| 17:00 UTC+1 | 17:00 UTC+1    |         |         |         | Manchester Publik: 35 973 Domare: Ben Williams (Australien) | Manchester Publik: 35 973 Domare: Ben Williams (Australien) |

## Slutspel

### Slutspelsträd
|  | Kvartsfinaler   | Kvartsfinaler |           |   | Semifinaler | Semifinaler |  |  | Final | Final |
|  |                 |               |           |   |             |             |  |  |       |       |
|  |                 |               |           |   |             |             |  |  |       |       |
|  |                 |               |           |   |             |             |  |  |       |       |
|  | Storbritannien  | 1 (4)         |           |   |             |             |  |  |       |       |
|  | Storbritannien  | 1 (4)         |           |   |             |             |  |  |       |       |
|  | Sydkorea (str.) | 1 (5)         |           |   |             |             |  |  |       |       |
|  | Sydkorea (str.) | 1 (5)         | Sydkorea  | 0 |             |             |  |  |       |       |
|  |                 |               | Sydkorea  | 0 |             |             |  |  |       |       |
|  |                 | Brasilien     | 3         |   |             |             |  |  |       |       |
|  | Brasilien       | Brasilien     | 3         | 3 |             |             |  |  |       |       |
|  | Brasilien       |               |           | 3 |             |             |  |  |       |       |
|  | Honduras        | 2             |           |   |             |             |  |  |       |       |
|  | Honduras        | 2             | Brasilien | 1 |             |             |  |  |       |       |
|  |                 |               | Brasilien | 1 |             |             |  |  |       |       |
|  |                 | Mexiko        | 2         |   |             |             |  |  |       |       |
|  | Mexiko (e.f.)   | Mexiko        | 2         | 4 |             |             |  |  |       |       |
|  | Mexiko (e.f.)   |               |           | 4 |             |             |  |  |       |       |
|  | Senegal         | 2             |           |   |             |             |  |  |       |       |
|  | Senegal         | 2             | Mexiko    | 3 |             |             |  |  |       |       |
|  |                 |               | Mexiko    | 3 |             |             |  |  |       |       |
|  |                 | Japan         | 1         |   | Bronsmatch  | Bronsmatch  |  |  |       |       |
|  | Japan           | Japan         | 1         | 3 | Bronsmatch  | Bronsmatch  |  |  |       |       |
|  | Japan           |               |           | 3 |             |             |  |  |       |       |
|  | Egypten         | 0             |           |   |             |             |  |  |       |       |
|  | Egypten         | 0             | Sydkorea  | 2 |             |             |  |  |       |       |
|  |                 |               |           |   |             |             |  |  |       |       |
|  | Japan           | 0             |           |   |             |             |  |  |       |       |
|  | Japan           | 0             |           |   |             |             |  |  |       |       |

### Kvartsfinaler
| 25          | 4 augusti 2012 | Japan                                            | 3 – 0           | Egypten | Old Trafford                                        |                                                     |
| 12:00 UTC+1 | 12:00 UTC+1    | Kensuke Nagai 14′ Maya Yoshida 78′ Yūki Ōtsu 83′ | (1 – 0) Rapport |         | Manchester Publik: 70 772 Domare: Mark Geiger (USA) | Manchester Publik: 70 772 Domare: Mark Geiger (USA) |
| 12:00 UTC+1 | 12:00 UTC+1    |                                                  |                 |         | Manchester Publik: 70 772 Domare: Mark Geiger (USA) | Manchester Publik: 70 772 Domare: Mark Geiger (USA) |
| 12:00 UTC+1 | 12:00 UTC+1    |                                                  |                 |         | Manchester Publik: 70 772 Domare: Mark Geiger (USA) | Manchester Publik: 70 772 Domare: Mark Geiger (USA) |

| 26          | 4 augusti 2012 | Mexiko                                                                                 | 0000 4 – 2 (e.fl.) | Senegal                                   | Wembley Stadium                                                          |                                                                          |
| 14:30 UTC+1 | 14:30 UTC+1    | Jorge Enríquez 10′ Javier Aquino 62′ Giovani dos Santos 98′ Héctor Miguel Herrera 109′ | (1 – 0) Rapport    | 69′ Pape Moussa Konaté 76′ Ibrahima Baldé | London Publik: 81 855 Domare: Mark Clattenburg (England, Storbritannien) | London Publik: 81 855 Domare: Mark Clattenburg (England, Storbritannien) |
| 14:30 UTC+1 | 14:30 UTC+1    |                                                                                        |                    |                                           | London Publik: 81 855 Domare: Mark Clattenburg (England, Storbritannien) | London Publik: 81 855 Domare: Mark Clattenburg (England, Storbritannien) |
| 14:30 UTC+1 | 14:30 UTC+1    |                                                                                        |                    |                                           | London Publik: 81 855 Domare: Mark Clattenburg (England, Storbritannien) | London Publik: 81 855 Domare: Mark Clattenburg (England, Storbritannien) |

| 27          | 4 augusti 2012 | Brasilien                                 | 3 – 2           | Honduras                              | St James' Park                                          |                                                         |
| 17:00 UTC+1 | 17:00 UTC+1    | Leandro Damião 38′, 60′ Neymar 50′ (str.) | (1 – 1) Rapport | 12′ Mario Martínez 48′ Roger Espinoza | Newcastle Publik: 42 166 Domare: Felix Brych (Tyskland) | Newcastle Publik: 42 166 Domare: Felix Brych (Tyskland) |
| 17:00 UTC+1 | 17:00 UTC+1    |                                           |                 |                                       | Newcastle Publik: 42 166 Domare: Felix Brych (Tyskland) | Newcastle Publik: 42 166 Domare: Felix Brych (Tyskland) |
| 17:00 UTC+1 | 17:00 UTC+1    |                                           |                 |                                       | Newcastle Publik: 42 166 Domare: Felix Brych (Tyskland) | Newcastle Publik: 42 166 Domare: Felix Brych (Tyskland) |

| 28          | 4 augusti 2012 | Storbritannien                                                      | 0000 1 – 1 (e.fl.)         | Sydkorea                                                              | Millennium Stadium                                      |                                                         |
| 19:30 UTC+1 | 19:30 UTC+1    | Aaron Ramsey 36′ (str.)                                             | (1 – 1) Rapport            | 29′ Ji Dong-Won                                                       | Cardiff Publik: 70 171 Domare: Wilmar Roldán (Colombia) | Cardiff Publik: 70 171 Domare: Wilmar Roldán (Colombia) |
| 19:30 UTC+1 | 19:30 UTC+1    |                                                                     |                            |                                                                       | Cardiff Publik: 70 171 Domare: Wilmar Roldán (Colombia) | Cardiff Publik: 70 171 Domare: Wilmar Roldán (Colombia) |
| 19:30 UTC+1 | 19:30 UTC+1    | Aaron Ramsey Tom Cleverley Craig Dawson Ryan Giggs Daniel Sturridge | Straffsparksläggning 4 – 5 | Koo Ja-Cheol Baek Sung-Dong Hwang Seok-Ho Park Jong-Woo Ki Sung-yueng | Cardiff Publik: 70 171 Domare: Wilmar Roldán (Colombia) | Cardiff Publik: 70 171 Domare: Wilmar Roldán (Colombia) |

### Semifinaler
| 29          | 7 augusti 2012 | Mexiko                                                 | 3 – 1           | Japan         | Wembley Stadium                                         |                                                         |
| 17:00 UTC+1 | 17:00 UTC+1    | Marco Fabián 31′ Oribe Peralta 65′ Javier Cortés 90+3′ | (1 – 1) Rapport | 12′ Yūki Ōtsu | London Publik: 82 372 Domare: Gianluca Rocchi (Italien) | London Publik: 82 372 Domare: Gianluca Rocchi (Italien) |
| 17:00 UTC+1 | 17:00 UTC+1    |                                                        |                 |               | London Publik: 82 372 Domare: Gianluca Rocchi (Italien) | London Publik: 82 372 Domare: Gianluca Rocchi (Italien) |
| 17:00 UTC+1 | 17:00 UTC+1    |                                                        |                 |               | London Publik: 82 372 Domare: Gianluca Rocchi (Italien) | London Publik: 82 372 Domare: Gianluca Rocchi (Italien) |

| 30          | 7 augusti 2012 | Sydkorea | 0 – 3           | Brasilien                          | Old Trafford                                                |                                                             |
| 19:45 UTC+1 | 19:45 UTC+1    |          | (0 – 1) Rapport | 38′ Rômulo 57′, 64′ Leandro Damião | Manchester Publik: 69 389 Domare: Pavel Královec (Tjeckien) | Manchester Publik: 69 389 Domare: Pavel Královec (Tjeckien) |
| 19:45 UTC+1 | 19:45 UTC+1    |          |                 |                                    | Manchester Publik: 69 389 Domare: Pavel Královec (Tjeckien) | Manchester Publik: 69 389 Domare: Pavel Královec (Tjeckien) |
| 19:45 UTC+1 | 19:45 UTC+1    |          |                 |                                    | Manchester Publik: 69 389 Domare: Pavel Královec (Tjeckien) | Manchester Publik: 69 389 Domare: Pavel Královec (Tjeckien) |

### Bronsmatch
| 31          | 10 augusti 2012 | Sydkorea                            | 2 – 0           | Japan | Millennium Stadium                                          |                                                             |
| 19:45 UTC+1 | 19:45 UTC+1     | Park Chu-young 38′ Koo Ja-Cheol 57′ | (1 – 0) Rapport |       | Cardiff Publik: 56 393 Domare: Ravsjan Irmatov (Uzbekistan) | Cardiff Publik: 56 393 Domare: Ravsjan Irmatov (Uzbekistan) |
| 19:45 UTC+1 | 19:45 UTC+1     |                                     |                 |       | Cardiff Publik: 56 393 Domare: Ravsjan Irmatov (Uzbekistan) | Cardiff Publik: 56 393 Domare: Ravsjan Irmatov (Uzbekistan) |
| 19:45 UTC+1 | 19:45 UTC+1     |                                     |                 |       | Cardiff Publik: 56 393 Domare: Ravsjan Irmatov (Uzbekistan) | Cardiff Publik: 56 393 Domare: Ravsjan Irmatov (Uzbekistan) |

### Final
| 32          | 11 augusti 2012 | Brasilien  | 1 – 2           | Mexiko                | Wembley Stadium                                                          |                                                                          |
| 15:00 UTC+1 | 15:00 UTC+1     | Hulk 90+1′ | (0 – 1) Rapport | 1′, 75′ Oribe Peralta | London Publik: 86 162 Domare: Mark Clattenburg (England, Storbritannien) | London Publik: 86 162 Domare: Mark Clattenburg (England, Storbritannien) |
| 15:00 UTC+1 | 15:00 UTC+1     |            |                 |                       | London Publik: 86 162 Domare: Mark Clattenburg (England, Storbritannien) | London Publik: 86 162 Domare: Mark Clattenburg (England, Storbritannien) |
| 15:00 UTC+1 | 15:00 UTC+1     |            |                 |                       | London Publik: 86 162 Domare: Mark Clattenburg (England, Storbritannien) | London Publik: 86 162 Domare: Mark Clattenburg (England, Storbritannien) |

## Medaljörer
| Gren   | Guld | Silver | Brons |
| Herrar | Mexiko · José Corona · Israel Jiménez · Carlos Salcido · Hiram Mier · Dárvin Chávez · Héctor Herrera · Javier Cortés · Marco Fabián · Oribe Peralta · Giovani dos Santos · Javier Aquino · Raúl Jiménez · Diego Reyes · Jorge Enríquez · Néstor Vidrio · Miguel Ponce · Néstor Araujo · José Antonio Rodríguez | Brasilien · Gabriel · Rafael · Thiago Silva · Juan Jesus · Sandro · Marcelo · Lucas · Rômulo · Leandro Damião · Oscar · Neymar · Hulk · Bruno Uvini · Danilo · Alex Sandro · Ganso · Alexandre Pato · Neto | Sydkorea · Jung Sung-Ryong · Oh Jae-Seok · Yun Suk-Young · Kim Young-Gwon · Kim Kee-Hee · Ki Sung-Yueng · Kim Bo-Kyung · Baek Sung-Dong · Ji Dong-Won · Park Chu-Young · Nam Tae-Hee · Hwang Seok-Ho · Koo Ja-Cheol · Kim Chang-Soo · Park Jong-Woo · Jung Woo-Young · Kim Hyun-Sung · Lee Beom-Young |

## Slutställning
Matcher avgjorda under förlängning räknas som vinst respektive förlust, matcher avgjorda efter straffsparksläggning räknas som oavgjort.
| Nr | Lag                   | S | V | O | F | GM | IM | MS | P  |
| -- | --------------------- | - | - | - | - | -- | -- | -- | -- |
| 1  | Mexiko                | 6 | 5 | 1 | 0 | 12 | 4  | +8 | 16 |
| 2  | Brasilien             | 6 | 5 | 0 | 1 | 16 | 7  | +9 | 15 |
| 3  | Sydkorea              | 6 | 2 | 3 | 1 | 5  | 5  | 0  | 9  |
| 4  | Japan                 | 6 | 3 | 1 | 2 | 6  | 5  | +1 | 10 |
| 5  | Storbritannien        | 4 | 2 | 2 | 0 | 6  | 3  | +3 | 8  |
| 6  | Senegal               | 4 | 1 | 2 | 1 | 6  | 6  | 0  | 5  |
| 7  | Honduras              | 4 | 1 | 2 | 1 | 5  | 5  | 0  | 5  |
| 8  | Egypten               | 4 | 1 | 1 | 2 | 6  | 8  | −2 | 4  |
| 9  | Uruguay               | 3 | 1 | 0 | 2 | 2  | 4  | −2 | 3  |
| 10 | Vitryssland           | 3 | 1 | 0 | 2 | 3  | 6  | −3 | 3  |
| 11 | Marocko               | 3 | 0 | 2 | 1 | 2  | 3  | −1 | 2  |
| 12 | Gabon                 | 3 | 0 | 2 | 1 | 1  | 3  | −2 | 2  |
| 13 | Schweiz               | 3 | 0 | 1 | 2 | 2  | 4  | −2 | 1  |
| 14 | Spanien               | 3 | 0 | 1 | 2 | 0  | 2  | −2 | 1  |
| 15 | Förenade arabemiraten | 3 | 0 | 1 | 2 | 3  | 6  | −3 | 1  |
| 16 | Nya Zeeland           | 3 | 0 | 1 | 2 | 1  | 5  | −4 | 1  |